# Marina Garcés
Marina Garcés Mascareñas (Barcelona, 30 de mayo de 1973) es una filósofa y ensayista española. Tras ser profesora titular de Filosofía en la Universidad de Zaragoza por quince años, actualmente es profesora agregada en la Universidad Abierta de Cataluña, donde dirige el Máster de Filosofía para los retos contemporáneos. Es impulsora del proyecto colectivo Espai en Blanc de pensamiento crítico y experimental. Uno de los conceptos centrales de su pensamiento es lo común en el camino de desarrollar alternativas para enfrentarnos a las crisis actuales. Defiende la filosofía como una forma de vida, un arte que nace en la calle y que continúa sin interrupción en los espacios íntimos.

## Biografía
Estudió Filosofía en la Universidad de Barcelona donde se doctoró en 2001 con una tesis titulada Las prisiones de lo posible.
Desde 2002 impulsa y coordina el proyecto Espai en Blanc, una apuesta colectiva por una relación comprometida, práctica y experimental con el pensamiento filosófico.
Vive en Barcelona. Fue profesora en la Universidad de Zaragoza, donde impartió una asignatura de filosofía comparada Oriente-Occidente. Actualmente es profesora agregada de la Universidad Abierta de Cataluña y ha colaborado con otras universidades como la Universidad Pompeu Fabra, o la Universidad de Gerona a través de diversos másteres.
Desde 2016 hasta 2021 fue miembro del claustro de profesores del Programa de Estudios Independientes del MACBA, del que era directora académica junto con Yayo Herrero y Pablo Martínez. Este era jefe de programas hasta su polémica destitución, lo que motivó dimisión la dimisión de Marina Garcés. Dirigió el Aula Oberta del Institut d'Humanitats (CCCB).

## Espai en Blanc
Espai en Blanc fue fundado en 2002 en el contexto de una Barcelona post olímpica, en Les Naus, un centro social ocupado desde hacía años en el barrio de Gracia. Funciona como un espacio donde experimentar nuevos formatos y formas de relacionarse con el pensamiento. No es un grupo cerrado, ya que reúne a gente de todas las edades y de todas las disciplinas, sino que es una sucesión de proyectos vinculados a un pensamiento experimental, práctico y colectivo. Se efectúan jornadas y tertulias anónimas, documentales, microvídeos...
Su objetivo es, en sus palabras, «abrir un agujero en la realidad que no se defina por lo que ya sabe sino por lo que no sabe. Este agujero se abre en una brecha entre el activismo y la academia, el discurso y la acción, las ideas y la experimentación. Por eso es una apuesta a la vez filosófica y política».

## Polémica
Garcés fue la encargada de pronunciar el pregón de las Fiestas de la Mercè 2017. Durante el mismo, dijo que:

«Todos llevaremos en nosotros una ausencia igualmente dolorosa: la de las personas que no volverán nunca más a Barcelona ni a sus fiestas, no porque no quieran, sino porque el 17 de agosto perdieron la vida en la Rambla, en la Diagonal y el paseo de Cambrils. Y junto a la de ellos, también, la de unos jóvenes de Ripoll que tampoco estarán y sobre los que siempre tendremos la duda de si realmente querían morir matando, como hicieron».

Su referencia a los autores de los atentados del 17 de agosto de 2017 provocó una gran polémica. La Asociación Catalana de Víctimas de Organizaciones Terroristas (ACVOT) la tachó de «despreciable y ruin» ya que, según el grupo, comparó a las víctimas de los atentados de Barcelona y Cambrils con los autores yihadistas. Además denunciaron su «absoluta falta de dignidad» y su «ausencia de sensibilidad hacia las víctimas del terrorismo». Asimismo, el entonces presidente del grupo del Partido Popular en el Ayuntamiento de Barcelona, Alberto Férnandez Díaz, criticó que Garcés equiparara a las víctimas del atentado con sus verdugos. En las redes sociales cientos de usuarios criticaron sus vídeos, algunos incluyendo amenazas. 
Por su parte, en el programa televisivo Salvados, Garcés defendió que el mensaje fue mal interpretado, que no pretendía ofender a nadie, sino que quería que la gente pensara y reflexionara:

«Cuando mencioné las diversas ausencias que había dejado el 17-O como herida abierta en la Mercè, también añadí la ausencia de unos chicos de Ripoll que nos dejaban unas dudas que pensar. La muerte en el doble sentido, las que habían causado y las suyas, nos dejaban un interrogante como sociedad: "¿Qué hacemos con esas muertes?"».

## Obra
Algunos de sus filósofos referentes son Merleau-Ponty y Diderot. Sus primeros maestros son Deleuze y Foucault y declara que en los últimos años le ha marcado la lectura del pensamiento feminista y postcolonial.
Afirma que es crítica con la idea de identidad: 

«Soy muy crítica, tanto en lo filosófico como en lo político, con la idea fuerte de identidad, del tipo que sea. No hay identidades monolíticas aunque funcionan como mecanismo de cohesión. Yo creo en las singularidades: una lengua, un lugar, una historia compartida, que nos hacen diferentes como colectivos, pero que eso sean identidades esenciales es una construcción cultural, muy útil y muy peligrosa».[cita requerida]

Está especialmente interesada en la filosofía china, según explica en 2017: 

«Más que el confucianismo, que vuelve a estar de moda en China y es la ideología del poder, me gusta el taoismo, que son un poco los anarquistas de allá, que desmontan los fundamentos de este poder imperial. Y nos enseñan algo muy bello: que las cosas no son sino que están siendo y que en esa medida no somos del todo libres porque siempre estamos en el curso de algo, pero entender ese curso de las cosas nos hace libres. Porque nos podemos relacionar con eso».

Considera que las nuevas formas de politización tienen la característica del anonimato: 

«No se trata del anonimato de la masa, de la homogeneización, de la uniformidad, sino de la vida que se puede decir a la vez en primera persona del singular y del plural. Algo que no se hace desde unas siglas concretas, unos representantes, sino desde una presencia compartida. Se trata de querer reapropiarse de la vida y, a la vez, abrir nuevos espacios para una politización radical de la vida».

En Filosofía inacabada (2015) habla del «fin de los grandes hombres». Cuestiona el hecho de que todos los filósofos han sido hombres, blancos, occidentales y acomodados y señala que en la actualidad se produce un giro hacia la feminización, la precarización y la colectivización del pensamiento filosófico.
Algunos medios de comunicación la consideran una de las componentes relevantes de la nueva generación de filósofos catalanes nacidos entre los años 60 y 70.

## Libros
- En las prisiones de lo posible (2002) Bellaterra
- Un mundo común (2013) Bellaterra
- El compromís / Commitment (2013) Breus
- Filosofía inacabada (2015) Galaxia Gutenberg
- Fora de classe (2016) Arcàdia
- Fuera de clase (2016) Galaxia Gutenberg
- Nova Il·lustració radical / Nueva ilustración radical (2017) Anagrama
- Ciudad Princesa (2018) Galaxia Gutenberg
- Humanidades en acción (2019) El Rayo Verde[14]
- Escuela de aprendices (2020) Galaxia Gutenberg
- Malas compañías (2022) Galaxia Gutenberg
- El tiempo de la promesa (2023) Anagrama.
- La pasión de los extraños (2025) Galaxia Gutenberg